# Ura (baining jezik)
Ura jezik (auramot, uramät, uramet, uramit, uramot; ISO 639-3: uro), istočnonovobritanski jezik, nekad klasificiran (sada nepriznatoj) široj porodici istočnopapuanskih jezika. S još pet drugih jezika čini podskupinu baining. Govori ga oko 1 900 ljudi (1991 SIL) na poluotoku Gazelle u provinciji East New Britain, Papua Nova Gvineja.
Uči ga se u nekoliko osnovnih škola; pismo: latinica. Etnička grupa zove se Uramät.

## Vanjske poveznice
- Ethnologue (14th)
- Ethnologue (15th)